# غريغوري كوندي
غريغوري كوندي (بالإنجليزية: Gregory Kunde)‏ هو مغني ومغني أوبرا أمريكي، ولد في 24 فبراير 1954 في كانكاكي في الولايات المتحدة.

## وصلات خارجية
- الموقع الرسمي
- غريغوري كوندي على موقع IMDb (الإنجليزية)
- غريغوري كوندي على موقع ميوزك برينز (الإنجليزية)
- غريغوري كوندي على موقع أول ميوزيك (الإنجليزية)
- غريغوري كوندي على موقع ديسكوغز (الإنجليزية)